# Mer Rouge
Mer Rouge és una població dels Estats Units a l'estat de Louisiana. Segons el cens del 2000 tenia 721 habitants.

## Demografia
Segons el cens del 2000, Mer Rouge tenia 721 habitants, 264 habitatges, i 172 famílies. La densitat de població era de 222,7 habitants/km².
Dels 264 habitatges en un 27,7% hi vivien nens de menys de 18 anys, en un 41,7% hi vivien parelles casades, en un 20,1% dones solteres, i en un 34,5% no eren unitats familiars. En el 30,7% dels habitatges hi vivien persones soles el 15,2% de les quals corresponia a persones de 65 anys o més que vivien soles. El nombre mitjà de persones vivint en cada habitatge era de 2,28 i el nombre mitjà de persones que vivien en cada família era de 2,86.
Per edats la població es repartia de la següent manera: un 20% tenia menys de 18 anys, un 7,4% entre 18 i 24, un 23,3% entre 25 i 44, un 20,9% de 45 a 60 i un 28,4% 65 anys o més.
L'edat mediana era de 45 anys. Per cada 100 dones de 18 o més anys hi havia 78,1 homes.
La renda mediana per habitatge era de 23.472 $ i la renda mediana per família de 27.273 $. Els homes tenien una renda mediana de 26.833 $ mentre que les dones 19.861 $. La renda per capita de la població era de 12.759 $. Entorn del 29,7% de les famílies i el 39,6% de la població estaven per davall del llindar de pobresa.

## Poblacions més properes
El següent diagrama mostra les poblacions més properes.